# Yūji Sakamoto
Yūji Sakamoto (坂元裕二?, Sakamoto Yūji; Osaka, 12 maggio 1967) è uno sceneggiatore giapponese di popolari dorama di genere sentimentale.
Nel 2023 ha vinto il Prix du scénario al Festival di Cannes per il film di Hirokazu Kore'eda L'innocenza.

## Filmografia parziale

### Cinema
- Tokyo Eyes, regia di Jean-Pierre Limosin (1998)
- L'innocenza (Kaibutsu), regia di Hirokazu Kore'eda (2023)

### Televisione
- Tokyo Love Story – serie TV, 11 episodi (1991)
- Watashitachi no kyōkasho – serie TV, 11 episodi (2007)
- Mother – serie TV, 11 episodi (2010)
- Saikō no rikon – serie TV, 11 episodi (2013)

### Regia
- Losing and Winning: Shigeru Yoshida, the Man Who Built the Postwar Era - TV (2012). Con Mansai Nomura.[1]